# Учебно-методическое объединение
Учебно-методическое объединение образовательных организаций (УМО) — государственно-общественная организация, созданная в системе образования в целях участия педагогических, научных работников, представителей работодателей в разработке федеральных государственных образовательных стандартов, примерных основных образовательных программ, координации действий организаций, осуществляющих образовательную деятельность, в обеспечении качества и развития содержания образования.
Учебно-методические объединения в системе образования создаются федеральными органами исполнительной власти и органами исполнительной власти субъектов Российской Федерации, осуществляющими государственное управление в сфере образования, на базе ведущего в соответствующем направлении подготовки (специальности) вуза (вузов) и осуществляют свою деятельность в соответствии с положениями, утверждёнными этими органами.
Учебно-методические объединения не являются юридическими лицами.
В состав учебно-методических объединений на добровольных началах входят педагогические работники, научные работники и другие работники организаций, осуществляющих образовательную деятельность, и иных организаций, действующих в системе образования, в том числе представители работодателей.

## Задачи учебно-методических объединений образовательных организаций
Основными задачами учебно-методического объединения являются:
- участие в разработке проектов федеральных государственных образовательных стандартов и примерных учебных планов,
- координация действий научно-педагогической общественности вузов, представителей предприятий, учреждений и организаций в обеспечении качества и развития содержания высшего и послевузовского профессионального образования,
- разработка предложений по структуре отнесённой к его компетенции области высшего и послевузовского профессионального образования и содержанию основных образовательных программ[3].

## Направления деятельности учебно-методических объединений образовательных организаций
Для решения поставленных задач по отнесенным к компетенции учебно-методического объединения направлениям подготовки (специальностям) высшего и послевузовского профессионального образования учебно-методическое объединение:
- участвует в разработке проектов федеральных государственных образовательных стандартов, требований к уровню подготовки выпускников, содержанию основных и дополнительных образовательных программ,
- формирует перечни аннотированных программ специализированной подготовки магистров, специализаций в рамках специальностей, учебно-методической литературы и материально-технического обеспечения учебного процесса,
- участвует в разработке проектов примерных учебных планов и образовательных программ высшего, послевузовского и соответствующего дополнительного профессионального образования,
- организует обеспечение высших учебных заведений нормативно-методической документацией по подготовке специалистов послевузовского и всех ступеней высшего профессионального образования,
- участвует в разработке перечня направлений подготовки (специальностей) высшего и послевузовского профессионального образования,
- участвует в подготовке и экспертизе проектов документов по вопросам развития высшего, послевузовского и соответствующего дополнительного профессионального образования,
- участвует в разработке программ повышения квалификации и переподготовки профессорско-преподавательского состава,
- проводит по поручению федерального органа управления высшим профессиональным образованием экспертизу аттестационных дел по присвоению учёных званий профессора и доцента преподавателям высших учебных заведений,
- вносит в государственные органы управления образованием предложения о реализации государственной политики в области образования,
- участвует в разработке федеральных государственных образовательных стандартов начального и среднего профессионального образования с целью их согласованности с федеральными государственными образовательными стандартами высшего профессионального образования,
- участвует в разработке примерных программ экзаменов кандидатского минимума по соответствующим специальностям,
- участвует в формировании перспективных планов издания учебников и учебных пособий с грифом федерального (центрального) органа управления высшим профессиональным образованием, ведомств, учебно-методических объединений,
- участвует в организации и проведении конкурсов по созданию учебной и методической литературы, аудиовизуальных средств,
- проводит по поручению федерального органа управления высшим профессиональным образованием рецензирование подготовленных к изданию рукописей учебников и учебных пособий, а также учебной и методической литературы соответствующего дополнительного профессионального образования,
- вносит в государственные органы управления образованием предложения о совершенствовании учебного процесса, организации кадрового, методического и материально-технического обеспечения учебного процесса в вузах,
- проводит конференции, семинары и совещания по проблемам высшего и послевузовского профессионального образования, студенческие олимпиады и конкурсы[3].

## Управление учебно-методическим объединением и организация деятельности
Руководство деятельностью учебно-методического объединения осуществляет выборный коллегиальный орган — совет учебно-методического объединения, а в перерывах между заседаниями совета — президиум, председатель и заместитель председателя совета учебно-методического объединения.
Совет учебно-методического объединения:
- представляет на утверждение в государственный орган управления образованием, создавший УМО, председателя и заместителя председателя совета учебно-методического объединения,
- принимает положение об учебно-методическом объединении, которое утверждается государственным органом управления образованием, создавшим УМО.

Функции председателя и заместителя председателя совета учебно-методического объединения определяются положением об УМО.
Федеральным органом управления высшим профессиональным образованием для согласованности стратегии, принципов и методов работы учебно-методических объединений могут создаваться координационные советы учебно-методических объединений, в которых каждое учебно-методическое объединение имеет своего представителя в лице председателя совета УМО. Так, был создан Координационный совет учебно-методических объединений и научно-методических советов высшей школы
Учебно-методическое объединение может самостоятельно формировать необходимые для выполнения возложенных на него функции учебно-методические советы, комиссии и другие организационные структуры в соответствии с положением об УМО.

## Список учебно-методических объединений
Ниже приведён список в алфавитном порядке учебно-методических объединений по состоянию на 1.07.2013.
| Наименование УМО | Базовый вуз УМО |
| --- | --- |
| Учебно-методическое объединение вузов Российской Федерации по товароведению                                                                                              | Российский экономический университет имени Г. В. Плеханова (РЭУ им. Г. В. Плеханова) |
| Учебно-методическое объединение вузов Российской Федерации по нефтегазовому образованию                                                                                  | Российский государственный университет нефти и газа имени И. М. Губкина |
| Учебно-методическое объединение вузов Российской Федерации по образованию в области историко-архивоведения                                                               | Российский государственный гуманитарный университет (РГГУ) |
| Учебно-методическое объединение вузов Российской Федерации по образованию в области прикладной информатики                                                               | Российский государственный гуманитарный университет (РГГУ) |
| Учебно-методическое объединение вузов Российской Федерации по экономике (экономическая теория, национальная и региональная экономика, экономика труда)                   | Российский экономический университет имени Г. В. Плеханова (РЭУ им. Г. В. Плеханова) |
| Учебно-методическое объединение высших учебных заведений России по музыкальному образованию                                                                              | Санкт-Петербургская государственная консерватория имени Н. А. Римского-Корсакова |
| Учебно-методическое объединение высших учебных заведений России по музыкальному образованию                                                                              | Московская государственная консерватория им. П. И. Чайковского |
| Учебно-методическое объединение высших учебных заведений России по музыкальному образованию                                                                              | Российская академия музыки имени Гнесиных |
| Учебно-методическое объединение высших учебных заведений России по образованию в области дизайна, монументального и декоративного искусства                              | Российский государственный художественно-промышленный университет имени С. Г. Строганова |
| Учебно-методическое объединение высших учебных заведений России по образованию в области изобразительных искусств                                                        | Московский государственный академический художественный институт имени В. И. Сурикова |
| Учебно-методическое объединение высших учебных заведений Российской Федерации по агроинженерному образованию                                                             | Московский государственный агроинженерный университет имени В. П. Горячкина |
| Учебно-методическое объединение высших учебных заведений Российской Федерации по агрономическому образованию                                                             | Российский государственный аграрный университет — МСХА имени К. А. Тимирязева |
| Учебно-методическое объединение высших учебных заведений Российской Федерации по образованию в области авиации, ракетостроения и космоса                                 | Московский авиационный институт (государственный технический университет) |
| Учебно-методическое объединение высших учебных заведений Российской Федерации по образованию в области автоматизированного машиностроения                                | Московский государственный технологический университет «Станкин» |
| Учебно-методическое объединение высших учебных заведений Российской Федерации по образованию в области архитектуры                                                       | Московский архитектурный институт (государственная академия) |
| Учебно-методическое объединение высших учебных заведений Российской Федерации по образованию в области аэронавигации                                                     | Санкт-Петербургский государственный университет гражданской авиации |
| Учебно-методическое объединение высших учебных заведений Российской Федерации по образованию в области геодезии и фотограмметрии                                         | Московский государственный университет геодезии и картографии |
| Учебно-методическое объединение высших учебных заведений Российской Федерации по образованию в области гидрометеорологии                                                 | Российский государственный гидрометеорологический университет |
| Учебно-методическое объединение высших учебных заведений Российской Федерации по образованию в области железнодорожного транспорта и транспортного строительства         | Московский государственный университет путей сообщения |
| Учебно-методическое объединение высших учебных заведений Российской Федерации по образованию в области землеустройства и земельных кадастров                             | Государственный университет по землеустройству |
| Учебно-методическое объединение высших учебных заведений Российской Федерации по образованию в области зоотехники и ветеринарии                                          | Московская государственная академия ветеринарной медицины и биотехнологии им. К. И. Скрябина |
| Учебно-методическое объединение высших учебных заведений Российской Федерации по образованию в области инновационных междисциплинарных образовательных программ          | Санкт-Петербургский государственный университет |
| Учебно-методическое объединение высших учебных заведений Российской Федерации по образованию в области кораблестроения и океанотехники                                   | Санкт-Петербургский государственный морской технический университет |
| Учебно-методическое объединение высших учебных заведений Российской Федерации по образованию в области лесного дела                                                      | Московский государственный университет леса |
| Учебно-методическое объединение высших учебных заведений Российской Федерации по образованию в области материаловедения, технологии материалов и покрытий                | Российский государственный технологический университет им. К. Э. Циолковского (МАТИ) |
| Учебно-методическое объединение высших учебных заведений Российской Федерации по образованию в области металлургии                                                       | Федеральное государственное автономное образовательное учреждение высшего профессионального образования "Национальный исследовательских технологический университет МИСиС (или Национальный исследовательских технологический университет МИСиС) |
| Учебно-методическое объединение высших учебных заведений Российской Федерации по образованию в области полиграфии и книжного дела                                        | Московский государственный университет печати |
| Учебно-методическое объединение высших учебных заведений Российской Федерации по образованию в области приборостроения и оптотехники                                     | Санкт-Петербургский государственный университет информационных технологий, механики и оптики |
| Учебно-методическое объединение высших учебных заведений Российской Федерации по образованию в области прикладной геологии                                               | Российский государственный геологоразведочный университет им. Серго Орджоникидзе (МГРИ-РГГРУ) |
| Учебно-методическое объединение высших учебных заведений Российской Федерации по образованию в области прикладной математики и управления качеством                      | Московский государственный институт электроники и математики (технический университет) |
| Учебно-методическое объединение высших учебных заведений Российской Федерации по образованию в области природообустройства и водопользования                             | Московский государственный университет природообустройства |
| Учебно-методическое объединение высших учебных заведений Российской Федерации по образованию в области радиотехники, электроники, биомедицинской техники и автоматизации | Санкт-Петербургский государственный электротехнический университет |
| Учебно-методическое объединение высших учебных заведений Российской Федерации по образованию в области рыбного хозяйства                                                 | Калининградский государственный технический университет |
| Учебно-методическое объединение высших учебных заведений Российской Федерации по образованию в области строительства                                                     | Московский государственный строительный университет (МГСУ) |
| Учебно-методическое объединение высших учебных заведений Российской Федерации по образованию в области телекоммуникаций                                                  | Московский технический университет связи и информатики |
| Учебно-методическое объединение высших учебных заведений Российской Федерации по образованию в области технологии и проектирования текстильных изделий                   | Московский государственный текстильный университет имени А. Н. Косыгина |
| Учебно-методическое объединение высших учебных заведений Российской Федерации по образованию в области технологии конструирования изделий лёгкой промышленности          | Московский государственный университет дизайна и технологии |
| Учебно-методическое объединение высших учебных заведений Российской Федерации по образованию в области технологии продуктов питания и пищевой инженерии                  | Московский государственный университет пищевых производств |
| Учебно-методическое объединение высших учебных заведений Российской Федерации по образованию в области технологии сырья и продуктов животного происхождения              | Московский государственный университет прикладной биотехнологии |
| Учебно-методическое объединение высших учебных заведений Российской Федерации по образованию в области технологии художественной обработки материалов и метрологии       | Московский государственный университет приборостроения и информатики |
| Учебно-методическое объединение высших учебных заведений Российской Федерации по образованию в области транспортных машин и транспортно-технологических комплексов       | Московский автомобильно-дорожный институт (государственный технический университет) — МАДИ (ГТУ) |
| Учебно-методическое объединение высших учебных заведений Российской Федерации по образованию в области химической технологии и биотехнологии                             | Российский химико-технологический университет имени Д. И. Менделеева |
| Учебно-методическое объединение высших учебных заведений Российской Федерации по образованию в области эксплуатации авиационной и космической техники                    | Московский государственный технический университет гражданской авиации (МГТУГА) |
| Учебно-методическое объединение высших учебных заведений Российской Федерации по образованию в области эксплуатации водного транспорта                                   | Государственная морская академия имени адмирала С. О. Макарова |
| Учебно-методическое объединение высших учебных заведений Российской Федерации по образованию в области энергетики и электротехники                                       | Московский энергетический институт (технический университет) |
| Учебно-методическое объединение высших учебных заведений Российской Федерации по образованию в области ядерных физики и технологии                                       | Московский инженерно-физический институт (государственный университет) |
| Учебно-методическое объединение высших учебных заведений Российской Федерации по психолого-педагогическому образованию                                                   | Московский городской психолого-педагогический университет |
| Учебно-методическое объединение высших учебных заведений Российской Федерации по университетскому политехническому образованию                                           | Санкт-Петербургский государственный политехнический университет |
| Учебно-методическое объединение высших учебных заведений Российской Федерации по университетскому политехническому образованию                                           | Московский государственный технический университет имени Н. Э. Баумана |
| Учебно-методическое объединение высших учебных заведений Российской Федерации по физической культуре и спорту                                                            | Российский государственный университет физической культуры, спорта, молодёжи и туризма (ФГБОУ ВПО «РГУФКСМиТ») |
| Учебно-методическое объединение по направлениям педагогического образования                                                                                              | Московский педагогический государственный университет, Российский государственный педагогический университет им. А. И. Герцена (РГПУ им. А. И. Герцена), Национальный социально-педагогический колледж                                           |